# Triumfetta amuletum
Triumfetta amuletum är en malvaväxtart som beskrevs av Thomas Archibald Sprague. Triumfetta amuletum ingår i släktet triumfettor, och familjen malvaväxter. Inga underarter finns listade i Catalogue of Life.